# Americana (musique)
Pour les articles homonymes, voir Americana.
Genres dérivés
Old-time music, roots rock, folk rock, pop folk, rhythm and blues, rock 'n' roll
L’americana est un genre musical mêlant le roots américain et les traditions musicales qui ont fait l'histoire musicale américaine comme notamment le folk, la country, le rhythm and blues, le rock 'n' roll et le bluegrass.

## Définition
Le terme « americana » est défini par l'Americana Music Association (AMA) en 2020 comme « ...les gosses de riches de la country, du folk, du blues, de la soul, du bluegrass, du gospel et du rock dans notre tapisserie. » Une précédente définition de 2016 de l'AMA incluait le rythme et le blues, avec des commentaires supplémentaires selon lesquels la musique americana résulte « d'un son distinctif orienté vers les racines qui vit dans un monde à part des formes pures des genres dont il peut s'inspirer. Si les instruments acoustiques sont souvent présents et vitaux, l'americana fait aussi souvent appel à un groupe électrique complet. »

## Histoire
Les origines de l'americana remontent au début du XXe siècle, lorsque des musiciens de l'Amérique rurale commencent à incorporer des éléments de folk, de blues et de country dans leurs chansons. Les musiciens americana jouaient souvent d'instruments acoustiques tels que la guitare, le banjo, le violon et la contrebasse, et leurs chansons racontaient généralement des histoires sur les luttes et les difficultés de la vie de tous les jours.
Le renouveau de la musique folk américaine commence dans les années 1940 et atteint son apogée au milieu des années 1960. Le renouveau de la musique folk à New York trouve son origine dans le regain d'intérêt pour les danses carrées et folkloriques dans les années 1940, prôné par des instructeurs tels que Margot Mayo, qui a permis à des musiciens comme Pete Seeger de se faire connaître,,.

## Artistes et groupes
Ils comprennent notamment : 16 Horsepower, Alejandro Escovedo, Alison Krauss, Amy LaVere, The Band, Bob Dylan, Dark Dark Dark, David Eugene Edwards, Drive-By Truckers, Emmylou Harris, Gillian Welch, Gram Parsons, Grateful Dead, Grinderman, The Handsome Family, Heather Maloney, Jason Boland and the Stragglers, The Jayhawks, Jesse Sykes, J.J. Cale, Joan Osborne, John Fogerty, John Hiatt, John Prine, Johnny Cash, Kelly Willis, Loretta Lynn, Lucinda Williams, Lyle Lovett, Mandolin Orange, Mary Chapin Carpenter, Murder By Death, Neil Young, Nick Cave and the Bad Seeds, Old Crow Medicine Show, Patty Griffin, Peter Case, Poco, Porter Wagoner, Randy Rogers Band, Reckless Kelly, Ricky Skaggs, Rodney Crowell, Ruthie Foster, Ry Cooder, Ryan Adams, Steve Earle, The Band, Uncle Earl, Uncle Tupelo, Van Dyke Parks, Wilco, The White Buffalo, Willie Nelson, et Wovenhand.